# Typhonia exsecrata
Typhonia exsecrata is een vlinder uit de familie van de zakjesdragers (Psychidae). De wetenschappelijke naam van de soort is voor het eerst geldig gepubliceerd in 1937 door Edward Meyrick.